# 金小郢站
金小郢站位于中华人民共和国安徽省合肥市肥西县繁华大道，是合肥轨道交通4号线的地铁车站，工程站名小龙山路站。車站于2024年5月1日上午10:00正式啟用。